# Abarsal
Abarsal era uma cidade-estado da Mesopotâmia na área do Eufrates. Muito pouco se sabe da história da cidade e o local exato não está identificado no momento.
Por volta de 2 420 a.C., o rei Iblul-Il foi chamado rei de Mari Abarsal. O vizir de Ebla, Ibrium (século XXIV a.C.), fez campanha contra a cidade de Abarsal durante o tempo do vizir Arrucum.